# Rossana Rory
Rossana Rory (* 7. September 1927 in Rom als Rossana Coppa; † 1. April 2020 in Ciampino, Italien) war eine italienische Schauspielerin.

## Wirken
Ihr Filmdebüt hatte sie 1951 in Guido Brignones Film Geliebte des Strafverteidigers in der Rolle der Ada. Weitere Filme und Auftritte in zwei Fernsehserien folgten, bis sie im Jahr 1962 an der Seite von Alain Delon und Monica Vitti unter der Regie von Michelangelo Antonioni mit Liebe 1962 ihren letzten Film drehte.
In den zwölf Jahren ihres Schaffens, spielte sie an der Seite bekannter Schauspieler wie Maurice Chevalier, Rock Hudson, Gina Lollobrigida, Lex Barker, Ava Gardner und Errol Flynn.

## Filmografie
- 1951: Geliebte des Strafverteidigers (Core ’ngrato)
- 1951: Licenza premio
- 1952: Europa 51
- 1953: Verzeih mir! (Perdonami!)
- 1954: In amore si pecca in due
- 1954: Piccola santa
- 1954: L’eterna femmina
- 1954: I cavalieri dell’illusione
- 1956: Casablanca (Fernsehserie, 1 Folge)
- 1956: The River Changes
- 1957: Jagd durch Havanna (The Big Boodle)
- 1957: Zu Gast bei Errol Flynn (The Errol Flynn Theatre) (Fernsehserie, 2 Folgen)
- 1957: Die schwarze Bande (Hell Canyon Outlaws)
- 1958: Diebe haben’s schwer (I soliti ignoti)
- 1958: Rebell ohne Gnade (Capitan Fuoco)
- 1958: Kreuz & Schwert (La spada e la croce)
- 1958: El Alamein
- 1960: Glut (The Angel Wore Red)
- 1960: Robin Hood und die Piraten (Robin Hood e i pirati)
- 1961: Happy End im September (Come September)
- 1962: Jessica
- 1962: Liebe 1962 (L'eclisse)